# Robinsonville (Oregon)
Robinsonville (más néven Robisoville) az Amerikai Egyesült Államok északnyugati részén, Oregon állam Grant megyéjében elhelyezkedő kísértetváros.
Elnevezése vitatott; a postai és kormányzati források ellentmondásosak. Az 1878. június 27-e és 1884. július 23-a között működő posta vezetője Charles W. Daggett volt.

## Fordítás
- Ez a szócikk részben vagy egészben  a   Robinsonville, Oregon című angol Wikipédia-szócikk ezen változatának fordításán alapul.  Az eredeti cikk szerkesztőit annak laptörténete sorolja fel. Ez a jelzés csupán a megfogalmazás eredetét és a szerzői jogokat jelzi, nem szolgál a cikkben szereplő információk forrásmegjelöléseként.